# Vagos
Vagos là một huyện thuộc tỉnh Aveiro, Bồ Đào Nha. Huyện này có diện tích 165 km², dân số thời điểm năm 2001 là 22017 người.